# Campionati europei di tuffi 2012 - Trampolino 3 metri sincro maschile
La gara del trampolino da 3 metri sincro maschile degli Europei 2012 è stata disputata il 18 maggio 2012 e vi hanno partecipato 9 coppie di atleti. Le qualificazioni si sono svolte al mattino e le prime 8 coppie classificate hanno avuto accesso alla finale del pomeriggio.

## Medaglie
| Posizione | Paese    | Atleti                          |
| --------- | -------- | ------------------------------- |
| Oro       | Russia   | Evgenij Kuznecov Il'ja Zacharov |
| Argento   | Germania | Patrick Hausding Stephan Feck   |
| Bronzo    | Ucraina  | Oleksiy Prygorov Illya Kvasha   |

## Qualifiche
| Pos. | Nazione       | Atleti                                    | Punti  |
| ---- | ------------- | ----------------------------------------- | ------ |
| 1    | Russia        | Evgenij Kuznecov Il'ja Zacharov           | 441.30 |
| 2    | Ucraina       | Oleksiy Prygorov Illya Kvasha             | 429.60 |
| 3    | Germania      | Patrick Hausding Stephan Feck             | 411.63 |
| 4    | Francia       | Damien Cély Matthieu Rosset               | 410.73 |
| 5    | Gran Bretagna | Christopher Mears Nicholas Robinson-Baker | 391.05 |
| 6    | Paesi Bassi   | Ramon De Meijer Yorick de Bruijn          | 372.30 |
| 7    | Italia        | Nicola Marconi Tommaso Marconi            | 370.44 |
| 8    | Bielorussia   | Andrei Pawluk Youheni Karaliou            | 355.95 |
| 9    | Polonia       | Andrzej Rzeszutek Artur Cislo             | 351.87 |

## Finale
| Pos. | Nazione       | Atleti                                    | Punti  |
| ---- | ------------- | ----------------------------------------- | ------ |
|      | Russia        | Evgeny Kuznetsov Ilya Zakharov            | 445.92 |
|      | Germania      | Patrick Hausding Stephan Feck             | 433.68 |
|      | Ucraina       | Oleksiy Prygorov Illya Kvasha             | 432.48 |
| 4    | Francia       | Damien Cély Matthieu Rosset               | 404.43 |
| 5    | Gran Bretagna | Christopher Mears Nicholas Robinson-Baker | 390.84 |
| 6    | Bielorussia   | Andrei Pawluk Youheni Karaliou            | 356.28 |
| 7    | Italia        | Nicola Marconi Tommaso Marconi            | 329.16 |
| 8    | Paesi Bassi   | Ramon De Meijer Yorick de Bruijn          | 308.79 |

## Fonti
- (EN)  Omegatiming.com - Qualifiche[collegamento interrotto]
- (EN)  Omegatimng.com - Finale[collegamento interrotto]